# Канторо, Лукас
Лукас Максимилиан Канторо (исп. Lucas Maximilian Cantoro, 3 апреля 1979, Буэнос-Айрес) — аргентинский футболист, нападающий.

## Карьера
Начинал заниматься футболом в Буэнос-Айресе в школе местного «Велес Сарсфилда». За основной состав дебютировал в 1999 году. Проведя за главную команду 6 матчей, в 2001 году был отдан в аренду в уругвайский «Расинг» из Монтевидео, после чего перебрался в Италию. На Апеннинах выступал за клубы, выступающие в низших дивизионах страны: Сериях C1, C2 и D. По итогам сезона 2009/10 «Пиза» стала победителем Серии D и получила право выступать в Серии C2. В начале 2011 года Канторо пополнил ряды ханойского АКБ, по итогам предыдущего сезона вернувшегося в элиту вьетнамского футбола. 22 января Лукас дебютировал в новом клубе в матче первого тура V-лиги с «Ламсон Тханьхоа», выйдя на поле в стартовом составе. 27 февраля открыл счёт своим голам, забив единственный гол своей команды в столичном дерби с «Хоафатом» на 67-й минуте. 10 апреля в домашнем матче с «Донгтам Лонганом» оформил хет-трик. Всего в 24 матчах чемпионата забил 16 мячей, что, однако, не спасло его клуб от вылета из V-лиги. Канторо перешёл в другой ханойский клуб высшей лиги T&T, где и провёл следующий год. В 2014 году поиграл на Мальте, а затем играет в любительских итальянских клубах

## Достижения
- Победитель Серии D: 2009/10